# Kikomando

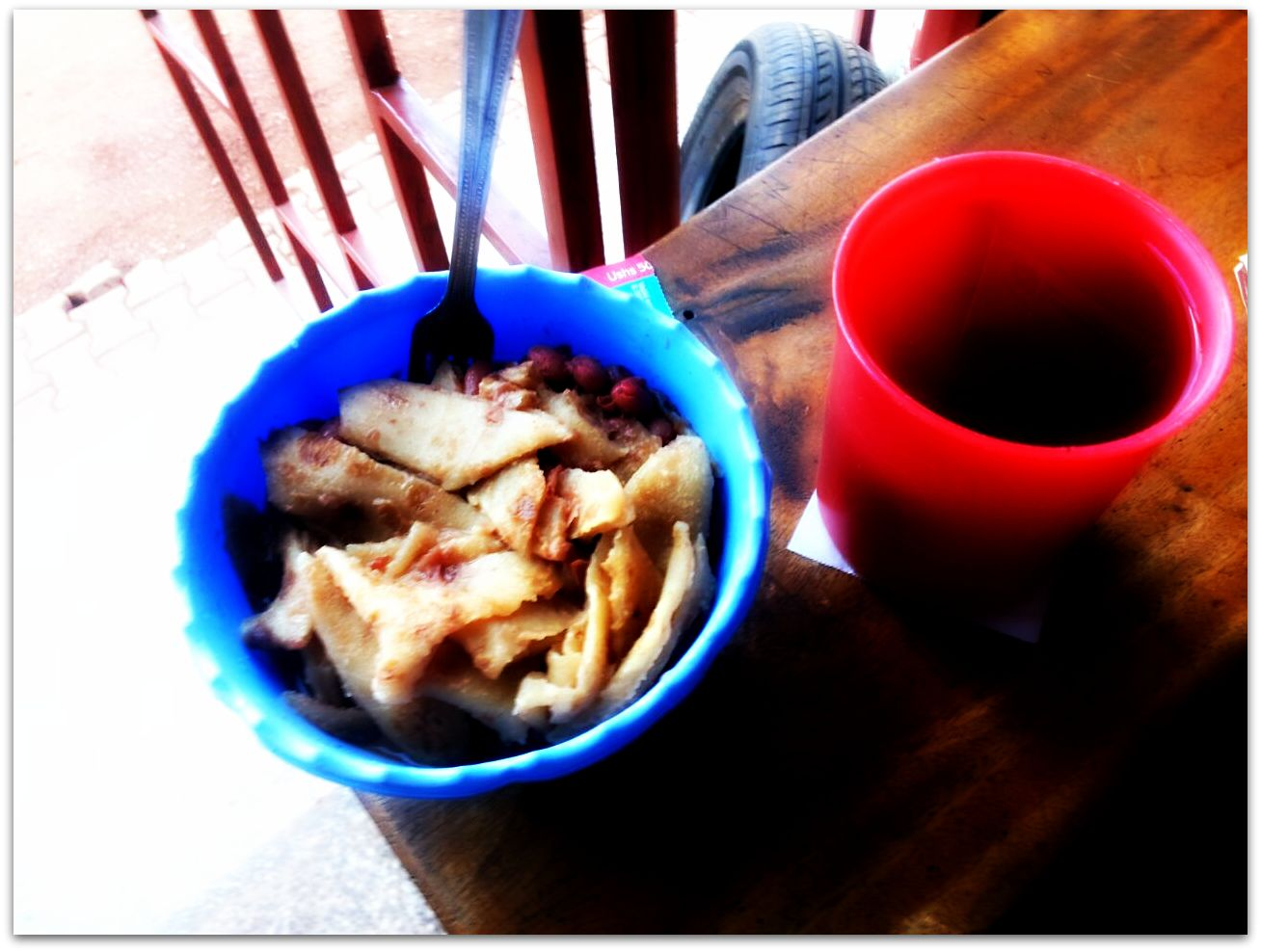
Exemple de kikomando.

Le kikomando est un plat ougandais à base de chapati et de haricots. Ce plat est devenu très populaire au début des années 2000.
Il consiste à découper le chapati dans un plat de haricots. C'est un plat lourd qui se consomme généralement en guise de plat de résistance et ne coûte pas cher,,,.

## Histoire
Au début des années 2000, Bobi Wine, ancien chanteur devenu député à l'assemblée nationale du pays et opposant du président de l'Ouganda, Yoweri Museveni, parle de ce plat dans une de ses chansons,,. 
Il dit que le mélange chapati/haricots rend fort comme Arnold Schwarzenegger dans son film Commando. Le plat est devenu populaire chez les jeunes et les touristes.